# Lijst van pretparkongelukken in Disney-parken
Deze onvolledige lijst van pretparkongelukken in Disney-parken geeft een chronologisch beeld van pretparkongelukken in de attractieparken Disneyland Parijs, Walt Disney World Resort, Disneyland Resort, Tokyo Disney Resort en Hong Kong Disneyland Resort door de jaren heen.

## Disneyland Parijs

#### Disney's Newport Bay Club
- Bij de renovatie van het hotel viel op 9 september 2015 een 44-jarige bouwvakker twaalf meter naar beneden vanaf een steiger. Reanimatie mocht niet meer baten, hij overleed ter plekke.

### Disneyland Park

#### Big Thunder Mountain Railroad
- Op 25 april 2011 viel er op een van de achtbaanvoertuigen een decorstuk, waardoor vijf mensen gewond raakten. Een van de gewonden had een zwaar hoofdletsel, maar verkeerde buiten levensgevaar. De overige slachtoffers konden in het park behandeld worden en hoefden niet naar het ziekenhuis.[1]
- Op 27 oktober 2011 ontspoorde het eerste deel van een achtbaantrein. Vanwege de lage snelheid en een vlak stuk, waarop de achtbaantrein zich bevond, vielen er onder de 31 passagiers twee gewonden. Na het ongeval werd de attractie gesloten voor onderzoek.[2][3]
- Bij een botsing op 3 januari 2013 kwamen twaalf bezoekers met de schrik vrij. Zij werden nog wel onderzocht door de lokale medische teams en voor verder onderzoek naar een lokaal ziekenhuis gebracht. De botsing vond plaats met de WF Cody, een van de zes treinen in Disneyland Parijs.[4]
- Op 7 februari 2015 werd een trein tot stilstand gebracht op de tweede lifthill omdat medewerkers een vreemd geluid hadden opgemerkt. De bezoekers werden geëvacueerd. Even later werd de trein (zonder passagiers) getest en kwam hij tot stilstand op het parcours.[5]

#### It's a Small World
- Op 6 oktober 2010 gebeurde een dodelijk ongeluk. Een schoonmaker kwam vast te zitten onder een bootje van de darkride It's a Small World toen die per ongeluk aanging. De man werd naar het ziekenhuis vervoerd en overleed daar aan zijn verwondingen.[6]

#### Pirates of the Caribbean
- Op 30 oktober 2013 viel er een kind uit een boot tijdens de rit. Het kind raakte daardoor bekneld tussen het bootje en de aanlegsteiger.[7]

#### Phantom Manor
- Op 2 april 2016 overleed een technicus nadat hij een elektrische schok had gekregen van een defecte lamp die hij wilde vervangen. Hij werd 's ochtends voor openingstijd dood aangetroffen.

### Walt Disney Studios Park

#### Rock 'n' Roller Coaster
- Op 1 april 2009 kwamen 120 bezoekers bijna in een brand terecht. De brand ontstond bij slijpwerken op het dak van de attractie.[8]

## Disneyland Resort

### Disney's California Adventure

#### California Screamin'
- Op 29 juli 2005 raakten 25 bezoekers gewond in de achtbaan California Screamin', nadat deze in botsing met een andere trein was gekomen. Een defect remventiel dat eerder nog vervangen was, was de oorzaak.[9]

## Walt Disney World Resort

### Disney's Animal Kingdom

#### Kali River Rapids
- Op 29 mei 2007 werd de wildwaterbaan Kali River Rapids kort gesloten nadat vijf bezoekers en één medewerker van de attractie lichte verwondingen hadden opgelopen als gevolg van een slecht functionerende draaischijf bij het station.[10]

#### Kilimanjaro Safaris
- Op 10 februari 2008 brak er brand uit in een van de voertuigen van de attractie. Eén bezoekster moest naar het ziekenhuis worden overgebracht.[11]

### Magic Kingdom

#### Walt Disney World Monorail
- Op 13 februari 1974 botste een monorailvoertuig achterop een ander monorailvoertuig. Hierbij raakten drie mensen gewond, waaronder de bestuurder.[12]
- Op 26 juni 1985 brandde een van de achterste wagons van een monorailtrein uit[13] terwijl het onderweg was van Epcot naar het Transportation and Ticket Center. Passagiers sloegen ramen in om op het dak te klimmen, waarna ze werden gered door de brandweer,[14] die ze vervolgens evacueerde. Zeven slachtoffers werden opgenomen in het ziekenhuis vanwege het inhaleren van rook of andere verwondingen.[15] Later verklaarde de brandweer dat het ongeluk was ontstaan door een losgeschoten kabel die over de balken van de baan schuurde, waarna deze ontbrandde.
- Op 30 augustus 1991 kwam een monorailvoertuig in botsing met een onderhoudskarretje. Op het onderhoudskarretje was een camera bevestigd die de monorail zou moeten filmen voor een reclamespotje. Twee medewerkers werden vervoerd naar het ziekenhuis vanwege lichte verwondingen.[16]
- Op 12 augustus 1996 ontstond er brand in een monorailvoertuig door kortsluiting. De vijf passagiers en de bestuurder wisten te ontkomen, het vuur werd hierna geblust door twee medewerkers, die later opgenomen werden in het ziekenhuis vanwege mogelijke inhalering van rook.[17]
- Op 5 juli 2009 kwamen twee monorailvoertuigen frontaal met elkaar in botsing. Hierbij viel één dode, een van de monorailbestuurders.[18]
- Op 18 november 2015 botste een monorailvoertuig met een ander voertuig dat zich op de rail bevond. Er raakte niemand gewond doordat het ongeluk tijdens een testrit plaatsvond, maar het monorailverkeer werd wel volledig stilgelegd.[19]